# 리부트 (작품)
창작물의 리부트(Reboot)는 시리즈의 연속성을 버리고 새롭게 처음부터 하는 것을 의미한다. 영화의 시리즈 작품에서 새로운 팬들을 확보하고 흥행 수입을 향상시키는 것을 목표로하고 리부트할 수 있다. 따라서 리부트는 정체된 시리즈를 구제하는 시험이라고 할 수 있다. 팬층이 확립된 작품의 리부트는 상업적인 위험이 적고, 스튜디오 측에서는 안전한 프로젝트이기도 하다.

## 대표적인 작품
관점에 따라 리부트로 보기도 하고 속편으로 보기도 하지만, 일반적으로 리부트된 대표적인 작품은 다음과 같다.

### 영화
- 최유기 시리즈 - 최유기 리로드 (2003)
- 배트맨 시리즈 - 배트맨 비긴즈 (2005)
- 007 시리즈 - 007 카지노 로얄 (2006)
- 헐크 시리즈의 인크레더블 헐크 (2008)
- 스타트렉 시리즈 - 스타트렉: 더 비기닝 (2009)
- 엑스맨 시리즈 - 엑스맨: 퍼스트 클래스 (2011)
- 혹성탈출 시리즈 - 혹성탈출: 진화의 시작 (2011)
- 코난 시리즈 - 코난 : 암흑의 시대 (2012)
- 스파이더맨 시리즈 - 어메이징 스파이더맨 (2012)
- 슈퍼맨 시리즈 - 맨 오브 스틸 (2013)
- 주온: 끝의 시작 (2014)

### 비디오 게임
- 뿌요뿌요 시리즈 - 뿌요뿌요 피버 (2003), 뿌요뿌요 7 (2009)
- 쿠키런 시리즈 - 쿠키런: 오븐브레이크 (2016)

## 같이 보기
- 시적 허용
- 캐논 (창작물)
- 프리퀄